# Blephariceridae
Blephariceridae là một họ trong bộ Diptera. Con trưởng thành giống với crane flies. Họ này có hàng chục chi và hơn 200 loài.

## Phân loài
- Phân họ Blepharicerinae
  - Tông Blepharicerini
    - chi Agathon[cần định hướng] Rodor, 1890
      - Loài Agathon arizonica (Alexander, 1958)
      - loài Agathon aylmeri (Garrett, 1923)
      - loài Agathon comstocki (Kellogg, 1903)
      - loài Agathon dismalea (Hogue, 1970)
      - loài Agathon doanei (Kellogg, 1900)
      - loài Agathon elegantulus Roder, 1890
      - loài Agathon markii (Garrett, 1925)
      - loài Agathon sequoiarum (Alexander, 1952)

    - chi Bibiocephala
      - loài Bibiocephala grandis Osten Sacken, 1874

    - chi Blepharicera Macquart, 1843
      - loài Blepharicera appalachiae Hogue and Georgian, 1986
      - loài Blepharicera capitata (Loew, 1863)
      - loài Blepharicera cherokea Hogue, 1978
      - loài Blepharicera coweetae Hogue and Georgian, 1985
      - loài Blepharicera diminutiva Hogue, 1978
      - loài Blepharicera jordani (Kellogg, 1903)
      - loài Blepharicera micheneri (Alexander, 1959)
      - loài Blepharicera ostensackeni Kellogg, 1903
      - loài Blepharicera similans (Johannsen, 1929)
      - loài Blepharicera tenuipes (Walker, 1848)
      - loài Blepharicera williamsae (Alexander, 1953)
      - loài Blepharicera zionensis (Alexander, 1953)

    - chi Edwardsina
      - loài Edwardsina gigantea Zwick, 1977
      - loài Edwardsina tasmaniensis Tonnoir, 1924

    - chi Philorus
      - loài Philorus californicus Hogue, 1966
      - loài Philorus jacinto Hogue, 1966
      - loài Philorus vanduzeei Alexander, 1963
      - loài Philorus yosemite (Osten Sacken, 1877)

## Hình ảnh

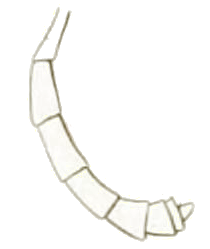
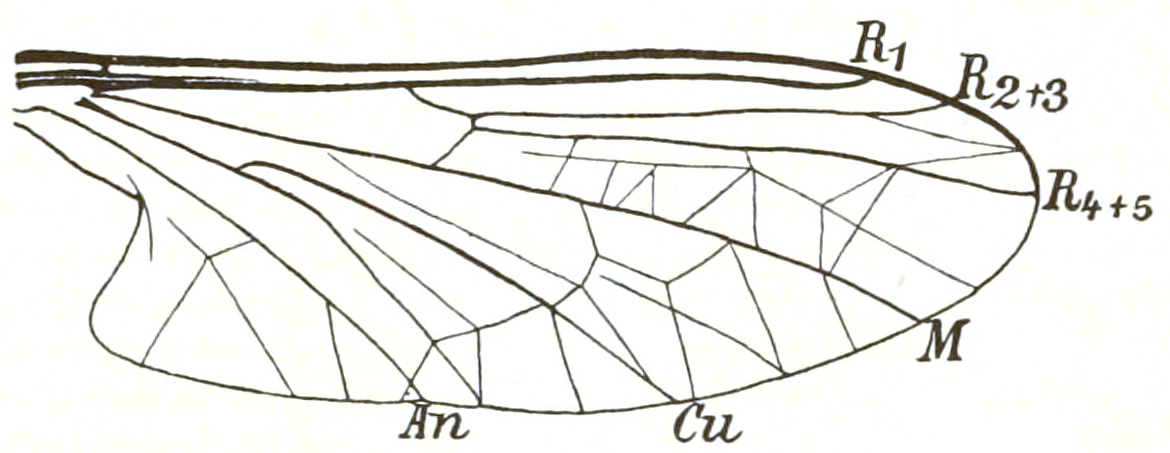
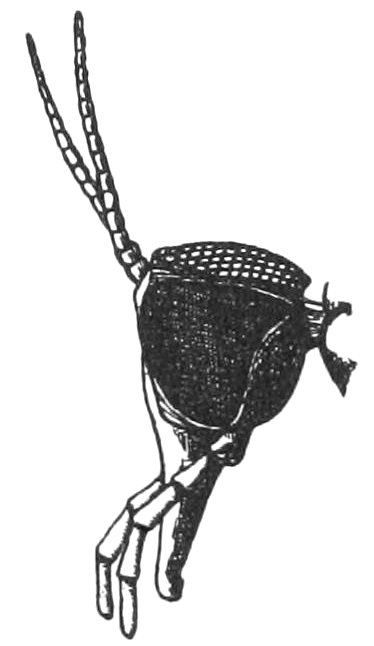